# Liste von Sakralbauten in Bestwig

Bestwig im Hochsauerlandkreis

Die Liste von Sakralbauten in Bestwig umfasst existierende und ehemalige Sakralbauten, zumeist Kirchengebäude und Kapellen in Trägerschaft christlicher und anderer Religionsgemeinschaften in Bestwig, Hochsauerlandkreis.

## Liste
| Name                       | Bild | Stadt/Gemeinde und Ortsteil | Gründung, Bauzeit | Konfession bzw. Religion | Bemerkungen |
| -------------------------- | ---- | --------------------------- | ----------------- | ------------------------ | ----------- |
| St. Andreas Velmede        |      | Bestwig-Velmede             |                   | römisch-katholisch       |             |
| Kapelle St. Peter und Paul |      | Bestwig                     |                   | römisch-katholisch       |             |
| St. Anna                   |      | Bestwig-Nuttlar             |                   | römisch-katholisch       |             |
| Kreuzkirche                |      | Bestwig                     |                   | evangelisch              |             |
| Christkönig                |      | Bestwig                     |                   | römisch-katholisch       |             |
| St. Nikolaus               |      | Bestwig-Heringhausen        |                   | römisch-katholisch       |             |
| St.Joseph                  |      | Bestwig-Ostwig              |                   | römisch-katholisch       |             |